# Šilo (Dugi otok)
Šilo je nenaseljeni otočić u hrvatskom dijelu Jadranskog mora.
Njegova površina iznosi 0,054 km². Dužina obalne crte iznosi 0,9 km.